# División de Honor de bádminton 2014-15
La temporada 2014-15 fue la 28.ª edición de la División de Honor de bádminton en España, máxima categoría de este deporte en el país. Fue organizada por la Federación Española de Bádminton. La disputaron 12 equipos distribuidos en dos grupos. La temporada regular comenzó el 13 de septiembre de 2014 y finalizó el 14 de marzo de 2015. El campeón fue el Club Bádminton Oviedo, que se adjudicó su primer título de liga.

## Equipos participantes
| Equipo                              | Ciudad            | Recinto                                                   |
| ----------------------------------- | ----------------- | --------------------------------------------------------- |
| CB IES La Orden                     | Huelva            | Polideportivo Andrés Estrada y Polideportivo Diego Lobato |
| Club Bádminton Rinconada            | La Rinconada      | Pabellón Fernando Martín                                  |
| Club Bádminton Oviedo               | Oviedo            | Polideportivo Corredoria Arena                            |
| Club Badminton Pitiús               | Ibiza             | Polideportivo Insular Blancadona                          |
| Club Bádminton Benalmádena          | Benalmádena       | Polideportivo Arroyo de la Miel                           |
| Club Bádminton Tecnun               | San Sebastián     | Polideportivo de la Escuela de Ingenieros                 |
| AE Granollers                       | Granollers        | Pavelló Municipal del Congost                             |
| Club Bádminton Alicante             | Alicante          | Pabellón Pedro Ferrándiz                                  |
| Club Bádminton As Neves             | Las Nieves        | Polideportivo Municipal de Las Nieves                     |
| Xátiva-Valencia, Terra i Mar        | Játiva            | Polideportivo Municipal de Játiva                         |
| Club Bádminton Paracuellos Torrejón | Torrejón de Ardoz | Polideportivo Jorge Garbajosa                             |
| Club Bádminton A Estrada            | Pontevedra        | Centro de Tecnificación de Pontevedra                     |

## Clasificación

### Grupo A
| N. | Equipo                          | Puntos | Jugados | Victorias | Empates | Perdidos | Partidos | Juegos | Puntos    |
| -- | ------------------------------- | ------ | ------- | --------- | ------- | -------- | -------- | ------ | --------- |
| 1  | C.B. Oviedo                     | 27     | 10      | 9         | 0       | 1        | 56-14    | 118-38 | 3090-2393 |
| 2  | Recreativo IES La Orden         | 24     | 10      | 8         | 0       | 2        | 48-22    | 100-58 | 2868-2542 |
| 3  | Tecnun                          | 21     | 10      | 7         | 0       | 3        | 47-23    | 102-57 | 3014-2612 |
| 4  | Associaciò Granollers Esportiva | 12     | 10      | 4         | 0       | 6        | 32-38    | 74-89  | 2783-2950 |
| 5  | C.B. As Neves                   | 3      | 10      | 1         | 0       | 9        | 18-52    | 52-113 | 2711-3177 |
| 6  | Xátiva-Valencia, Terra i Mar    | 3      | 10      | 1         | 0       | 9        | 9-61     | 34-125 | 2412-3204 |

### Grupo B
| N. | Equipo               | Puntos | Jugados | Victorias | Empates | Perdidos | Partidos | Juegos | Puntos    |
| -- | -------------------- | ------ | ------- | --------- | ------- | -------- | -------- | ------ | --------- |
| 1  | Soderinsa Rinconada  | 30     | 10      | 10        | 0       | 0        | 54-16    | 114-38 | 2926-2204 |
| 2  | C.B. Alicante        | 21     | 10      | 7         | 0       | 3        | 39-31    | 87-70  | 2748-2704 |
| 3  | C.B. Pitius          | 15     | 10      | 5         | 0       | 5        | 40-30    | 90-71  | 2960-2765 |
| 4  | C.B. Benalmadena     | 15     | 10      | 5         | 0       | 5        | 33-37    | 76-85  | 2832-2766 |
| 5  | Torrejón Paracuellos | 9      | 10      | 3         | 0       | 7        | 24-46    | 55-98  | 2333-2851 |
| 6  | CB A Estrada         | 0      | 10      | 0         | 0       | 10       | 20-50    | 48-108 | 2396-2905 |